# Tirídates I da Armênia
Tirídates I (em armênio: Տրդատ Ա) foi um rei da Armênia que reinou com várias interrupções a partir de 53 d.C. e possivelmente até 72. Era irmão de Vologases I. Artabano II foi sucedido por seu filho Vardanes I. Após o assassinato de Vardanes, subiu ao trono Gotarzes II, que também foi assassinado, subindo ao trono outro irmão, Vologases I.

## Nome
Tiridates (Τιριδάτης, Tiridátēs) é a forma latina do armênio Terdate (Տրդատ, Trdat), que derivou do persa antigo Tiridata (*Tiridata-), "dado/criado por Tir". Foi registrado em grego como Terdates (Τηρδὰτης, Tērdàtēs), Teridates (Τηριδάτης, Tēridátēs), Teridácio (Τηριδάτιος, Tēridátios) e Tiridácio (Τιριδάτιος, Tiridátios).

## História
Por vinte e cinco anos, a Armênia se tornou palco de guerras entre o Império Romano e o Império Parta, que levou devastação ao país e opressão ao povo. A Armênia chegou a ser ocupada por Mitrídates da Ibéria, um aliado de Roma, que governou a partir de Artaxata a partir de 44.
A supremacia parta na Armênia foi restabelecida pelo xá Vologases (r. 51–78), da dinastia arsácida. Tirídates foi posto por seu irmão Vologases como rei da Armênia, assim como outro irmão, Pácoro, foi colocado como rei da Média Atropatene. A Média era o segundo posto em importância no Império Parta, e a Armênia o terceiro. Vologases tentou acabar com os antigos ódios e rivalidades entre irmãos, trazendo ordem para sua família.
Segundo James Ussher, os textos de Tácito e Flávio Josefo permitem inferir que Tirídates era irmão de Gotarzes II, e filho de Artabano II; porém Ussher supõs que isto era um erro, e que os únicos filhos de Artabano eram Vardanes e Gotarzes, e que Vologases I, Pácoro e Tirídates eram filhos de Gotarzes, pois Gotarzes havia massacrado seus irmãos e todos seus parentes.
Tirídates expulsou o usurpador da Ibéria, Radamisto, sobrinho de Mitrídates, mas, quando voltou para a Pártia no inverno, Radamisto voltou, e cometeu várias atrocidades. O povo se revoltou, e Radamisto conseguiu escapar apenas pela velocidade do seu cavalo.
Em seguida houve um conflito entre a Armênia e Roma. Pela versão de Tácito, Tirídates foi deposto e expulso da Armênia por Tigranes VI da Armênia, o que levou seu irmão, Vologases, a ponderar romper a paz que a Pártia tinha com o Império Romano, mas Vologases era naturalmente disposto a temporizar, e ainda tinha que lidar com uma revolta de tribos na Hircânia. Quando ele estava pensando sobre o que fazer, chegaram notícias de uma nova afronta, porque Tigranes VI atacou Adiabena, cujo governante, Monobas II, reclamou que a Pártia não oferecia nenhuma proteção contra os romanos, havia cedido a Armênia, e que era melhor se render aos romanos a ser conquistado por eles. Tirídates também reclamou, porque grandes impérios não são mantidos pela inação.
Vologeses, reconhecendo que havia errado por hesitar demais, enviou um exército contra a Armênia, comandado por um nobre chamado Monaeses, junto com tropas de Adiabena, fez as pazes com a Hircânia e reuniu todas suas tropas para um ataque contra as províncias romanas. A guerra não foi conclusiva, e terminou com um acordo de paz entre Vologases e o imperador romano Nero.
Pela versão de Vahan Kurkjian, Nero ordenou que Domício Corbulo invadisse a Armênia em 58. Corbulo chegou a conquistar e incendiar Artaxata, e estava a caminho de capturar Tigranocerta, quando veio ajuda aos armênios do rei dos partas. Os romanos foram obrigados a recuar, quando, em Roma, estavam celebrando um triunfo sobre os partas. Nero aceitou um acordo de paz, reconhecendo Tirídates como rei da Armênia.
Pelo acordo, Tirídates colocou sua coroa aos pés da estátua de Nero, para ser coroado por Nero mais tarde. Em 66, em Nápoles, Tirídates foi coroado por Nero, no momento em que o imperador condenava à morte Quinto Márcio Bareia Sorano  e Trásea Peto.
Após o acordo, houve paz no Império Romano, e Nero cerrou as portas do Templo de Jano. Tirídates voltou à Armênia, trazendo artesãos para a reconstrução de Artaxata, que ele renomeu como Nerônia. Roma passou a contar a Armênia como um reino aliado, e continuou assim durante o reinado de Vespasiano.
A Armênia também viveu em paz, até que, em 72, os alanos e outras tribos do Cáucaso atacaram a Média e a Armênia. Tirídates lutou contra os bárbaros, e quase foi capturado, mas eles terminaram se retirando, levando o produto de sua pilhagem.
Tirídates morreu em 75 sem herdeiros. Roma indicou como sucessor um estrangeiro, que não era da dinastia arsácida, o que levou a nova guerra entre os romanos e os partas.